# Ravi Zacharias
Ravi Zacharias (tên đầy đủ Frederick Antony Ravi Kumar Zacharias, 26 tháng 3 năm 1946 gần Madras, Ấn Độ - 19 tháng 5 năm 2020) là người Mỹ gốc Canada và là nhà biện giáo và truyền bá phúc âm thuộc trào lưu Tin Lành (Evangelical).
Zacharias là tác giả của nhiều ấn phẩm Cơ Đốc, trong đó có quyển Can Man Live Without God? được trao giải Gold Medallion Book năm 1995, một quyển sách khác của ông cũng thuộc hạng bán chạy nhất Light in the Shadow of Jihad, và quyển The Grand Weaver. Ông hiện là Chủ tịch Mục vụ Quốc tế Ravi Zacharias, đang đảm trách một chương trình phát thanh hằng tuần, và là giáo sư thỉnh giảng môn biện giáo và truyền bá phúc âm tại trường Wycliffe thuộc Đại học Oxford, Trước đó, Zacharias đến nghiên cứu tại Đại học Cambridge, và là trưởng bộ môn Truyền bá Phúc âm và Tư tưởng Đương đại tại Chủng viện Thần học Alliance từ năm 1981 đến 1984.

## Tiểu sử
Zacharias là hậu duệ của một dòng tộc tu sĩ Ấn giáo (thuộc giai cấp Nambudiri Brahmin). Trong một bài diễn thuyết, ông kể lại rằng một linh mục Đức gốc Thụy Sĩ đã nói chuyện với một trong những tổ phụ của ông về Cơ Đốc giáo, sau đó chi nhánh của dòng tộc này cải đạo và đổi họ từ Namburidi thành Zacharias. Zacharias lớn lên trong một gia đình theo Anh giáo, nhưng niềm tin chỉ thể hiện trên hình thức, còn bản thân ông là một người vô thần cho đến 17 tuổi, khi ông cố tự tử bằng thuốc độc nhưng không thành công. Theo một trong những cuốn sách của Zacharias, Cries of the Heart, có một người hướng dẫn mẹ ông đọc Phúc âm Giăng cho ông nghe khi đang nằm trong bệnh viện ở Dehli. Sau đó Zacharias quyết định chấp nhận đức tin Cơ Đốc.
Năm 1966, Zacharias cùng gia đình nhập cư Canada, ông hoàn tất chương trình cử nhân năm 1972 tại Trường Kinh Thánh Ontario (nay là Đại học & Chủng viện Tyndale), và nhận học vị Thạc sĩ Thần học (M. Div.) tại Đại học Quốc tế Trinty.
Tháng 5 năm 1972, Zacharias kết hôn với Margaret (Margie) Reynolds, Zacharias và Reynolds gặp nhau khi cùng sinh hoạt trong một nhóm bạn trẻ ở nhà thờ Họ có ba con đã trưởng thành: Sarah, Naomi, và Nathan.
Zacharias được Hội Truyền giáo Phúc âm Liên hiệp (C&MA) phong chức mục sư và ủy thác nhiệm vụ truyền bá phúc âm. Năm 1984, ông thành lập tổ chức Mục vụ Quốc tế Ravi Zacharias để đáp ứng ơn gọi phụng sự trong cương vị một "nhà truyền bá phúc âm theo phong cách cổ điển trong một lãnh vực đầy sự phản kháng từ giới trí thức."

## Mục vụ
Zacharias đã được mời đến thuyết giáo tại Việt Nam năm 1971 khi đang là sinh viên thần học. Sau khi tốt nghiệp, ông nhận nhiệm vụ truyền đạo lưu hành cho C&MA tại Canada. Năm 1974, C&MA gởi Zacharias đến Campuchia một thời gian ngắn trước khi Khmer Đỏ lên cầm quyền. Năm 1977, sau khi tốt nghiệp Đại học Trinity, ông được ủy thác nhiệm vụ truyền bá phúc âm trên toàn cầu.
Năm 1983, Zacharias được mời đến Amsterdam để diễn thuyết tại hội nghị thường niên các nhà truyền bá phúc âm do Hội Truyền bá Phúc âm Billy Graham tổ chức. Tại đây, ông đưa ra nhận xét rằng lĩnh vực biện giáo Cơ Đốc hiện còn đang bỏ trống. Zacharias dành trọn mùa hè năm đó trở về Ấn Độ để truyền bá phúc âm, ông càng nhận thức tầm quan trọng của thuật biện giáo Cơ Đốc trong nỗ lực dẫn dắt con người đến với Chúa Cơ Đốc và huấn luyện các nhà lãnh đạo hội thánh. Tháng 8 năm 1984, ông tiến hành thành lập Mục vụ Quốc tế Ravi Zacharias tại Toronto, Canada. Hiện nay trụ sở đặt tại Atlanta, Georgia, tổ chức còn có văn phòng đại diện ở Canada, Anh Quốc, Ấn Độ, Singapore, và Các tiểu vương quốc Ả Rập thống nhất.
Năm 1989, sau khi Bức tường Berlin sụp đổ, Zacharias được mời đến diễn thuyết tại Moskva. Ông nói chuyện với sinh viên Học viện Quân sự Lenin, và với các chính trị gia tại Trung tâm Chiến lược Địa Chính trị. Sự kiện này mở đầu cho nhiều cơ hội kế tiếp giúp ông tiếp cận với thế giới chính trị. Năm 1993, Zacharias đến Bogota, Colombia để trình bày trước ủy ban tư pháp về tầm quan trọng của một nền tảng đạo đức kiên định.
Năm 1990, Zacharias đến nghiên cứu tại Đại học Cambridge, tham dự các buổi diễn thuyết của các nhân vật nổi tiếng như Stephen Hawking, và nghiên cứu dưới sự dẫn dắt của các giáo sư John Polkinghorne và Don Cuppit. Tại đây, ông cho ra đời tác phẩm đầu tiên của mình A Shattered Visage: The Real Face of Atheism.
Năm 1993, Zacharias được mời đến Đại học Harvard diễn thuyết tại Diễn đàn Veritas, và là diễn giả chính tại Diễn đàn Urbana. Từ đó, Zacharias là diễn giả thường xuyên tại các diễn đàn này. Ông cũng thường tổ chức các buổi họp mặt để nói chuyện và giải đáp thắc mắc cho sinh viên tại các học viện như Đại học Georgia, Đại học Michigan, và Đại học Tiểu bang Pennsylvania.
Năm 2004, Giáo hội Mormon mời Zacharias đến thuyết giảng tại Nhà thờ Salt Lake đã trở thành sự kiện thu hút sự chú ý của giới truyền thông. Trong hơn một thế kỷ, ông là nhà truyền bá phúc âm bên ngoài giáo hội Mormon được mời thuyết giáo tại đây kể từ Dwight L. Moody năm 1871. Zacharias trình bày bài giảng tựa đề "Ai là Chân lý, Chúa Giê-xu là Con đường, Chân lý và Sự sống" trước cử tọa 7 000 tín hữu và học giả đến từ giáo hội Mormon và các giáo hội Kháng Cách. Điều này được xem như là sự khởi đầu cho tiến trình đối thoại giữa các niềm tin khác nhau.
Một số tín hữu Tin Lành chỉ trích Zacharias vì ông không sử dụng cơ hội này để trực tiếp trình bày những "dị biệt căn bản và sâu sắc" giữa đức tin Cơ Đốc lịch sử và giáo lý Mormon. Nhưng Zacharias tin rằng tín hữu Cơ Đốc không nên phê phán trực tiếp thần học Mormon mà nên "hòa nhã xây dựng từng bước một tiến tới việc truyền đạt đức tin cách minh bạch và xác định rõ ràng."
Zacharias cũng là diễn giả chính cho các sự kiện trong cộng đồng Tin Lành như hội nghị Future of Truth năm 2004, Đại hội năm 2005 của Hội Phát thanh Tôn giáo Toàn quốc, Hội nghị Biện giáo Cơ Đốc Toàn quốc năm 2006, và Đại hội Truyền giáo Toronto năm 2007.
Vào các đêm kế tiếp nhau trong tháng 10 năm 2007, Zacharias nói chuyện với sinh viên và ban giáo sư Đại học Bách khoa Virginia, rồi cộng đồng dân cư ở Balcksburg, Virginia, về chủ đề tội ác và sự đau khổ, sau vụ thảm sát diễn ra trong khuôn viên đại học ngày 16 tháng 4. Zacharias còn là nhân vật đại diện cho cộng đồng Tin Lành tại Bữa Ăn sáng Cầu nguyện Thường niên của Liên Hợp Quốc, và Bữa Ăn sáng Cầu nguyện của Liên minh châu Phi ở Maputo, Mozambique, cũng như được mời làm chủ tịch danh dự ban tổ chức Ngày Cầu nguyên Quốc gia năm 2008.
Zacharias tin rằng một thế giới quan mạch lạc cần phải giải đáp thỏa đáng bốn câu hỏi: căn nguyên của con người, ý nghĩa, đạo đức, và số phận của họ. Ông cho rằng trong khi các tôn giáo lớn của nhân loại đều tuyên bố sở hữu chân lý, đức tin Cơ Đốc là xác tín duy nhất có thể giải đáp bốn câu hỏi trên, Zacharias thường xuyên nhấn mạnh đến tính mạch lạc và sự nối kết chặt chẽ của thế giới quan Cơ Đốc, ông tin rằng Cơ Đốc giáo đủ sức đứng vững trước những đả kích mạnh mẽ nhất. Theo Zacharias, nhà biện giáo cần phải luận giải đức tin Cơ Đốc theo ba cấp độ: lý thuyết (trình bày những luận cứ chặt chẽ và nhất quán), nghệ thuật minh họa, sau cùng là thảo luận cởi mở và thân mật (kitchen table talk) để kết thúc với những đúc kết và ứng dụng thực tiễn.
Trong biện giáo, Zacharias đặc biệt chú trọng đến lời giải đáp của đức tin Cơ Đốc cho các tra vấn về sự hiện hữu và ý nghĩa của cuộc sống, hơn là đối phó với những hoài nghi của khoa học về sự hiện hữu của Thiên Chúa.

## Tác phẩm
- A Shattered Visage: The Real Face of Atheism (1994, 2004) ISBN 0801065119
- Can Man Live Without God? (1994, 1996) ISBN 0849939437
- Deliver Us From Evil (1996, 1998) ISBN 084993950X
- Cries of the Heart (1998, 2002) ISBN 0849943876
- The Merchant and the Thief (1999) (Children’s) ISBN 0781432960
- The Broken Promise (2000) (Children's) ISBN 0781434513
- Jesus Among Other Gods (2000, 2002) ISBN 0849943272
- Jesus Among Other Gods (Youth Edition) (2000) ISBN 0849942179
- The Lotus and the Cross: Jesus Talks with Buddha (2001) ISBN 157673854X
- Sense and Sensuality: Jesus Talks with Oscar Wilde (2002) ISBN 1590520149
- Light in the Shadow of Jihad: The Struggle For Truth (2002) ISBN 1576739899
- Recapture the Wonder (2003) ISBN 1591452767
- Is Your Church Ready?: Motivating Leaders to Live an Apologetic Life (2003) (Editor, with Norman Geisler) ISBN 0310250617
- Who Made God? And Answers to Over 100 Other Tough Questions of Faith (2003) (General Editor, with Norman Geisler) ISBN 0310247101
- The Kingdom of the Cults (2003) (Editor) ISBN 0764228218
- I, Isaac Take Thee, Rebekah: Moving From Romance to Lasting Love (2004) ISBN 0849908221
- The Prince and the Prophet: Jesus Talks With Mohammed (Copyright 2004, to be released posthumously) ISBN 1590523199
- The Lamb and the Führer: Jesus Talks with Hitler (2005) ISBN 1590523946
- Walking From East to West: God in the Shadows (With R.S.B. Sawyer) (2006) ISBN 0310259150
- The Grand Weaver: How God Shapes Us Through the Events of Our Lives (2007) ISBN 0310269520
- Beyond Opinion: Living the Faith We Defend (2008) ISBN 0849919681
- The End of Reason: A Response to the New Atheists (2008) ISBN 0310282519
- Is There Not a Cause (2008) (National Day of Prayer Feature Book)
- New Birth or Rebirth: Jesus Talks with Krishna (2008) ISBN 1590527259
- Kingdoms at War: Points of Tension Between Islam and Christianity (Forthcoming, February 2009) ISBN 1590527267